# Dubidanda
Dubidanda (en népalais : दुबिडांडा) est un comité de développement villageois du Népal situé dans le district de Rolpa. Au recensement de 2011, il comptait 4 129 habitants.